# 빨간 모자의 진실 2
빨간 모자의 진실 2(영어: Hoodwinked Too! Hood vs. Evil)은 2011년 미국에서 개봉한 영화다.

## 캐스팅
- 헤이든 패네티어 - 레드 퍼켓 역
- 글렌 클로스 - 아비가일 "그레니" 퍼켓 역
- 패트릭 워버턴 - 알렉산더 W. 울프 역
- 조앤 큐잭 - 베루샤 반 바인 역
- 빌 헤이더 - 헨젤 역
- 에이미 폴러 - 그레텔 역
- 코리 에드워즈 - 트위치 다람쥐 역
- 치치 매린 - 매드 호그 역
- 토미 총 - 스톤 역
- 필 러마 - 우드 역
- 데이비드 오그던 스티어스 - 니키 플리퍼스 역 (애니메이션 영화에서 스타이어스의 최종 음성 연기 역할)
- 앤디 딕 - 보잉고 더 버니 역
- 마틴 쇼트 - 커크 커크 켄달 역
- 벤지 게이더 - 야페스 역
- 브래드 개릿 - 더 자이언트 역
- 웨인 뉴턴 - 지미 10-스트링 역
- 데브라 윌슨 - 이아나 역
- 데이비드 앨런 그리어 - 모스 역
- 랜스 J. 홀트 - 클라우스 / 헨치 피그 #4 역
- 마이크 디사 - 헬무트 역
- 하이디 클룸 - 헤이디 역
- 레베카 안데르센 - 라디오 목소리 역
- 대니 푸디 - 리틀보이 블루 역
- 프랭크 웰커 - 애니멀의 보컬 이팩트 역

## 한국어 더빙
- 이시영 - 레드 퍼켓 역
- 김수미 - 아비가일 "그레니" 퍼켓 역
- 노홍철 - 트위치 다람쥐 역
- 박영진 - 니키 플리퍼스 역 (애니메이션 영화에서 스타이어스의 최종 음성 연기 역할)